# Christine Loike
Christine Loike (* 27. Jänner 1959 in Wolfsberg, Kärnten) ist eine ehemalige österreichische Skiläuferin, die in der Saison 1978/79 FIS-Europacup-Gesamtsiegerin und Disziplinen-Siegerin im Riesentorlauf wurde.

## Erfolge
Loike gewann in der Saison 1977/78 den alpinen Gesamt-Europacup und den Riesentorlauf-Europacup.
In der Saison 1978/79 gehörte sie dem österreichischen Ski-Nationalteam an, wurde in den Riesentorläufen von Val-d’Isère und Les Gets jeweils Fünfte. Zwei weitere Top-Ten-Plätze in den Riesentorläufen von Piancavallo und Fulpmes folgten. Christine Loike war auch dreifache Kärntner Meisterin im Slalom und Riesenslalom. Eine Verletzung zwang die junge Sportlerin zur vorzeitigen Beendigung ihrer aktiven Laufbahn.
1978 wurde sie vom Sportpresseklub Kärnten bei der damals noch nicht nach Damen und Herren getrennten Wahl zum „Kärntner Sportler des Jahres“ bestplatzierte Dame.
Seither betreibt Loike eine Schneesport-Schule am Klippitztörl in Kärnten.